# Thrypticus altaicus
Thrypticus altaicus är en tvåvingeart som beskrevs av Negrobov och Stackelberg 1971. Thrypticus altaicus ingår i släktet Thrypticus och familjen styltflugor. Inga underarter finns listade i Catalogue of Life.